# Chella d' 'e rrose/Scetate
Canzoni napoletane classiche:  Chella d' 'e rrose/Scetate, pubblicato nel 1964, è un singolo del cantante italiano Mario Trevi.

## Storia
Il disco contiene due brani classici interpretati da Mario Trevi. 
Una serie di singoli che andranno a formare l'album Canzoni classiche napoletane, del 1965. Una breve antologia sulla canzone classica napoletana.

## Tracce
Lato A
- Chella d' 'e rrose  (Canetti-Falvo)

Lato B
- Scetate (Costa-Russo)

## Incisioni
Il singolo fu inciso su 45 giri, con marchio Durium- serie Royal (QCA 1329).
Direzione arrangiamenti: M° Eduardo Alfieri.